# 大潭風力發電站
大潭風力發電站位於臺灣桃園市觀音區，為隸屬於台灣電力公司旗下的風力發電站，該發電站一共裝設8部風力發電機組，全數坐落在大潭發電廠中，因此運轉初期由大潭發電廠電氣組風力機課負責運轉維護，該單位另協助代管鄰近的觀園風力發電站。目前因應台電內部組織調整規劃，全數風力發電機組已改由台電再生能源處負責營運管理。

## 沿革

### 計畫
台灣電力公司於2004年12月完成澎湖縣白沙鄉中屯風力發電站後，鑒於該風力發電站運轉狀況良好，因此開始進行風力發電之開發規劃推動「風力發電十年發展計畫」。並且根據工業技術研究院能資所調查報告指出，臺灣西部沿海地區具有豐富的風力資源，極適合開發風力發電，因此台電公司擬訂計畫利用臺灣西部地區既有發電廠之閒置廠區土地，以及海岸地區架設多組風力發電機組。

### 動工
大潭風力發電計畫被規劃在「風力發電十年發展計畫」中的第一期開發，於大潭發電廠廠區內架設了三部由美國奇異公司所製造的裝置容量1.5MW風力發電機，作為大潭風力發電的第一期開發。該工程於2003年11月25日正式動工，由中興電工集團得標進行風力發電機的施工與安裝作業。

### 完工
2005年6月17日三部風力發電機組安裝完成開始商轉，並由大潭發電廠電氣組內另成立負責風力發電機運轉與維護的新單位風力機課就近管理機組狀況。與此同時，台電公司也將同一批採購的另外20組風力發電機安裝在桃園市大園區與觀音區沿海地帶共分成四群，稱為觀園風力發電站，也同樣委由大潭發電廠的風力機課代為管理維護。
由於台電公司早期向美國奇異公司採購的23組風力發電機，是適合於歐洲大陸型氣候的寒帶風力發電機組，面對臺灣北部夏季高溫、冬季潮濕以及沿海沙灘的沙塵與鹽分侵襲影響，使得大潭及觀園兩座風力發電站的機組時常因受損啟動機組跳脫保護機制而頻頻跳機，或是因砂塵飛入機組導致機械故障等狀況，初期營運狀況十分困難。

### 擴建
2007年1月，「風力發電十年發展計畫」第三期開發開始推動，台電公司決定將於大潭風力發電站內分別新增2MW風力發電機3部以及2.3MW風力發電機2部，總裝置容量提升到15.1MW。大潭風力發電站擴建計畫在2011年7月完工商轉。也因為大潭風力發電站日趨規模，因此同年8月1日台電公司將旗下負責太陽能與風力開發之新能源施工處改制為再生能源處，同時將電源開發處旗下的新能源組與台中發電廠修配組旗下的風力機課，大潭發電廠電氣組旗下的風力機課等三個單位改制隸屬於再生能源處。因此原由大潭發電廠代管之大潭風力發電站及觀園風力發電站已移交由再生能源處管理運轉。

## 設備

### 發電機組
| 風力發電機類型                               | 風力發電類型 | 機組數量 | 裝置容量（MW） | 商轉日期      | 狀態   |
| -------------------------------------------- | ------------ | -------- | -------------- | ------------- | ------ |
| 美国General Electric公司製 1.5se型風力發電機 | 陸域風力發電 | 3        | 4.5MW          | 2005年6月17日 | 商轉中 |

| 風力發電機類型              | 風力發電類型 | 機組數量 | 裝置容量（MW） | 商轉日期  | 狀態   |
| --------------------------- | ------------ | -------- | -------------- | --------- | ------ |
| 丹麦Vestas公司製風力發電機  | 陸域風力發電 | 3        | 6MW            | 2011年7月 | 商轉中 |
| 德国Enercon公司製風力發電機 | 陸域風力發電 | 2        | 4.6MW          | 2011年7月 | 商轉中 |

## 資料來源
1. ↑  潘欣中. . 聯合報. 2004-12-14  [2017-09-18]. （原始内容存档于2019-06-11） （中文（臺灣））.
2. 1 2 3  . The Wind Power.   [2017-09-18]. （原始内容存档于2020-08-01） （美国英语）.
3. 1 2 3 4  . 中興電工集團.   [2017-09-18]. （原始内容存档于2019-06-10） （中文（臺灣））.
4. 1 2 3 4 5  吳天明.  (PDF). 源雜誌91期. 2002-01  [2017-09-18]. （原始内容 (PDF)存档于2019-07-01） （中文（臺灣））.
5. 1 2 3 4   (PDF). 台灣電力公司.   [2017-09-18]. （原始内容 (PDF)存档于2017-08-28） （中文（臺灣））.
6. 1 2 3 4 5  朱錫璋.  (PDF). 源雜誌92期. 2002-03  [2017-09-18]. （原始内容存档 (PDF)于2019-06-08） （中文（臺灣））.
7. ↑  . 桃園市產業園區聯合服務中心.   [2017-09-18]. （原始内容存档于2012-11-17） （中文（臺灣））.
8. 1 2  張立宇.  (PDF). 台電月刊559期. 2009-07  [2017-09-18]. （原始内容 (PDF)存档于2019-07-01） （中文（臺灣））.